# Österreichische Badmintonmeisterschaft 1960
Die Österreichische Badmintonmeisterschaft 1960 fand in Villach statt. Es war die dritte Auflage der Badmintonmeisterschaften von Österreich.

## Titelträger
| Disziplin    | Sieger                          |
| ------------ | ------------------------------- |
| Herreneinzel | Bernd Frohnwieser               |
| Dameneinzel  | Lotte Heri                      |
| Herrendoppel | Bernd Frohnwieser Heinz Ottmann |
| Damendoppel  | Hilde Taupe Anni Taupe          |
| Mixed        | Bernd Frohnwieser Hilde Themel  |